# Caorches-Saint-Nicolas
Caorches-Saint-Nicolas is een gemeente in het Franse departement Eure (regio Normandië) en telt 564 inwoners (1999). De plaats maakt deel uit van het arrondissement Bernay.

## Geografie
De oppervlakte van Caorches-Saint-Nicolas bedraagt 11,9 km², de bevolkingsdichtheid is 47,4 inwoners per km².
De onderstaande kaart toont de ligging van Caorches-Saint-Nicolas met de belangrijkste infrastructuur en aangrenzende gemeenten.

## Demografie
Onderstaande figuur toont het verloop van het inwonertal (bron: INSEE-tellingen).

1. ↑  Populations de référence 2022.